# Verbascoside
Il verbascoside è un composto chimico di formula {\displaystyle {\ce {C29H36O15}}}.

## Caratteristiche strutturali e fisiche
Si tratta di un glicoside che è l'α-L-ramnosil-(1->3)-β-D-glucoside dell'idrossitirosolo, in cui il gruppo idrossile in posizione 4 della porzione glucopiranosilica ha subito esterificazione per condensazione formale con l'acido trans-caffeico. È classificato come:
- estere dell'acido cinnamico,
- un derivato disaccaridico,
- un membro dei catecoli,
- un polifenolo,
- un glicoside.

| N. di atomi pesanti                  | 44             |
| N. di donatori di legami a idrogeno  | 9              |
| N. di accettori di legami a idrogeno | 15             |
| N. di atomi stereogenici             | 10             |
| N. di legami ruotabili               | 11             |
| N. di legami stereogenici            | 1              |
| Massa monoisotopica                  | 624,20542044 u |
| Superficie polare                    | 245 Å²         |

## Abbondanza e disponibilità
Il composto è naturalmente presente in diverse specie vegetali appartenenti a famiglie diverse tra cui:
- Scrophulariaceae ssp.: A. majus,[3] D. purpurea,[4] B. davidii,[5] S. nodosa;[6]
- Orobanchaceae ssp.: O. rapum-genistae,[7]
- Verbenaceae ssp.: V. officinalis,[8]A. citriodora,[9] A. germinans,[10] D. erecta,[11] L. camara;[12]
- Lamiaceae ssp.: B. nigra,[13] M. velutinum,[14] L. album,[15] L. purpureum,[16] P. herba-venti,[17] S. officinalis,[18] T. grandis,[19] T. polium,[20]
- Cistanche ssp.: C. deserticola,[21] C. salsa;[22]
- Stachys ssp.: S. albens, S. rigida;[23]
- Acanthaceae ssp.: B. prionitis,[24] A. intrusa,[25] A. ebracteatus,[26] H. erecta,[27] S. cusia,[28]
- Plantaginaceae ssp.: G. officinalis,[29] P. afra, P. alpina, P. lanceolata,[30] V. austriaca,[31] V. persica;[32]
- Bignoniaceae ssp.: M. lutea,[33] K. africana,[34] M. stipulata,[35] M. hortensis;[36]
- Oleaceae ssp.: O. europaea,[37] J. mesnyi, J. nudiflorum,[38] P. excelsa;[39]
- Acanthus ssp.: A. ebracteatus,[26] A. montanus,[40] A. ilicifolius,[41]
- Acantaceae ssp.: R. patula;[42]
- Orobanchaceae ssp.: A. indica;[43] B. hancei,[44] C. kingii,[45] P. condensata,[46] P. densispica,[47] P. lasiophrys;[48]
- Cyperaceae ssp.: C. distachya;[49]
- Lauraceae ssp.: C. filiformis;[50]
- Magnoliaceae ssp.: M. officinalis,[51] M. salicifolia;[52]
- Paulowniaceae ssp.: P. tomentosa, P. tormentosa var. tomentosa;[53]
- Lentibulariaceae ssp.: P. moranensis;[54]
- Pedaliaceae ssp.: S. indicum.[55]

Può anche essere prodotto in colture di cellule vegetali di Leucosceptrum ssp e Syringa ssp. I derivati della verbascoside possono essere trovati in V.undulatum in particolare in Verbascum sp.

## Reattività e caratteristiche chimiche

### Spettri analitici
- 13C NMR[59]
- MS-MS[60]

## Farmacologia e tossicologia

### Farmacodinamica
È un inibitore della protein-chinasi C e dell'aldoso-reduttasi. Presenta un profilo genotossico sui linfociti per un coinvolgimento di PARP-1 e delle proteine p53.

### Effetti del composto e usi clinici
Svolge un ruolo come:
- agente neuroprotettivo,
- agente antileishmaniale,[2]
- immunomodulatore,
- antitumorale,[62]
- antiossidante,
- sequestrante,[64]
- antinfiammatorio,[65]
- ipertensivo,
- anti-epatotossico,[66]
- antidolorifico nel dolore neuropatico,[67]
- antimicrobico, in particolare contro lo Staphylococcus aureus.[68][69]

Il composto è oggetto di studio nel trial clinico NCT02662283, che indaga sulla validità e sicurezza della terapia Reh-acteoside per i pazienti con nefropatia da IgA.

### Tossicologia
| Organismo | Somministrazione | Dose     |
| --------- | ---------------- | -------- |
| Ratto     | orale            | >5 gm/kg |
| Ratto     | ip               | >5 gm/kg |
| Topo      | orale            | >5 gm/kg |
| Topo      | ip               | >5 gm/kg |